# Leichtathletik-Weltmeisterschaften 1991/100 m Hürden der Frauen

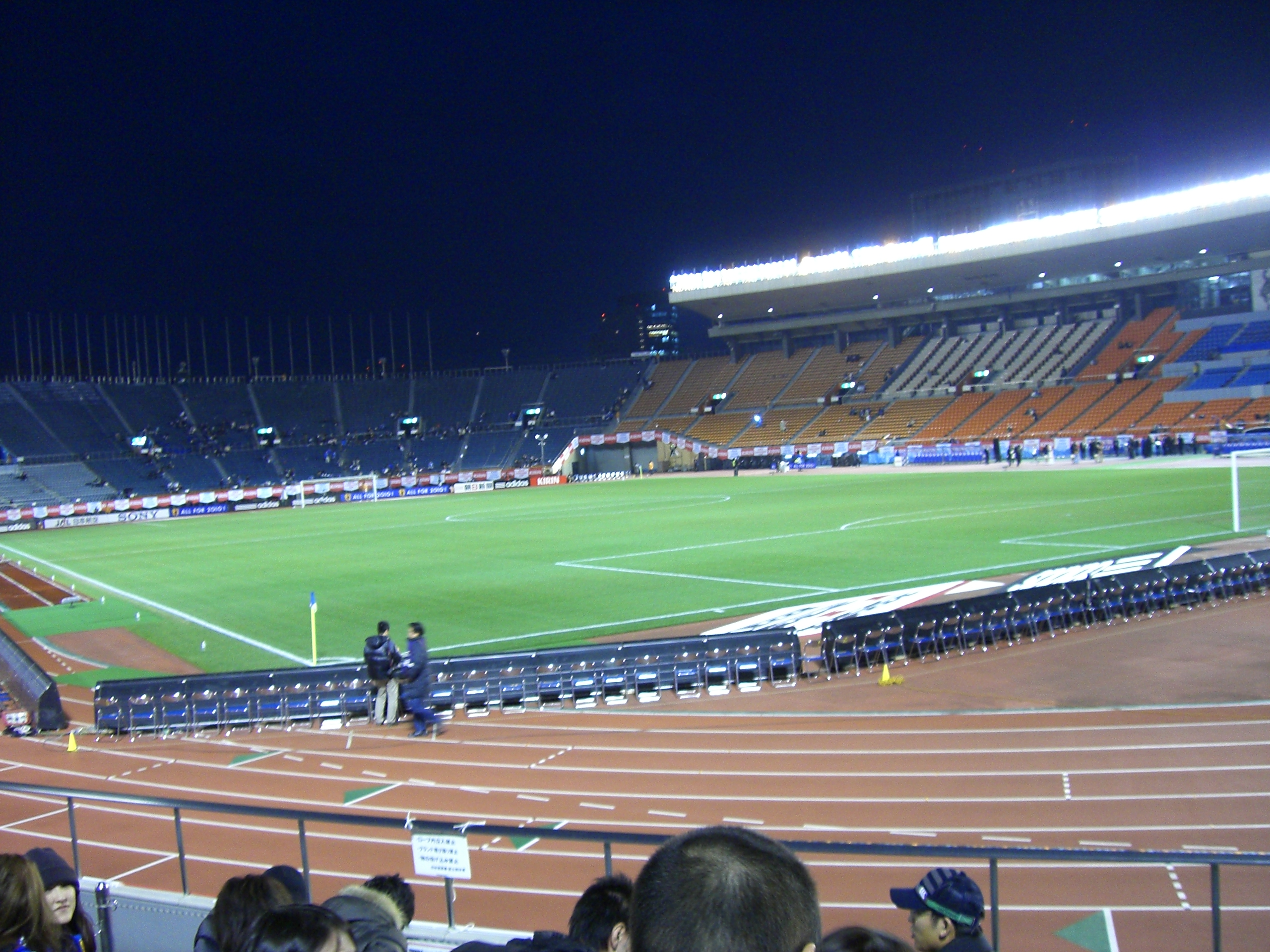
Das Olympiastadion in Tokio im Jahr 2008

Der 100-Meter-Hürdenlauf der Frauen bei den Leichtathletik-Weltmeisterschaften 1991 wurde am 29. und 30. August 1991 im Olympiastadion der japanischen Hauptstadt Tokio ausgetragen.
Die Hürdensprinterinnen aus der Sowjetunion errangen in diesem Wettbewerb mit Gold und Bronze zwei Medaillen. Weltmeisterin wurde Ljudmila Naroschilenko, die 1996 die schwedische Staatsbürgerschaft erhielt und von da an unter ihrem neuen Namen Ludmila Engquist für Schweden an den Start ging. Den zweiten Rang belegte die US-Amerikanerin Gail Devers, die bei den Panamerikanischen Spielen 1987 über 100 Meter und mit der US-amerikanischen 4-mal-100-Meter-Staffel siegreich war. Bronze ging an Natalija Hryhorjewa.

## Bestehende Rekorde
| Weltrekord               | 12,21 s | Jordanka Donkowa   | Stara Sagora, Bulgarien | 20. August 1988   |
| Weltmeisterschaftsrekord | 12,34 s | Ginka Sagortschewa | WM 1987 in Rom, Italien | 4. September 1987 |

Der WM-Rekord wurde bei diesen Weltmeisterschaften nicht eingestellt und nicht verbessert.

## Vorrunde
29. August 1991, 11:40 Uhr
Die Vorrunde wurde in fünf Läufen durchgeführt. Die ersten beiden Athletinnen pro Lauf – hellblau unterlegt – sowie die darüber hinaus sechs zeitschnellsten Läuferinnen – hellgrün unterlegt – qualifizierten sich für das Halbfinale.

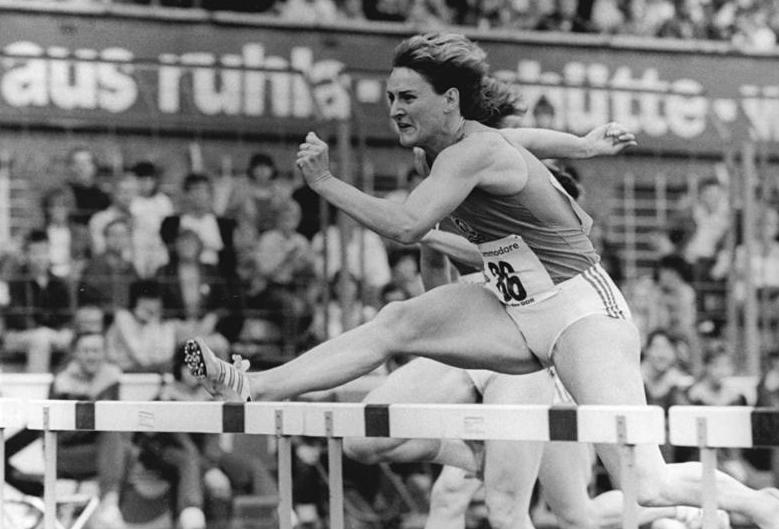
Cornelia Oschkenat, 1987 WM-Dritte und 1986 Vizeeuropameisterin, schied diesmal bereits im Vorlauf aus

### Vorlauf 1
Wind: ±0,0 m/s
| Platz | Name               | Nation              | Zeit (s) |
| ----- | ------------------ | ------------------- | -------- |
| 1     | Zhang Yu           | Volksrepublik China | 13,12    |
| 2     | Arnita Myricks     | USA                 | 13,12    |
| 3     | Anne Piquereau     | Frankreich          | 13,20    |
| 4     | Lesley-Ann Skeete  | Großbritannien      | 13,33    |
| 5     | Mihaela Pogăcean   | Rumänien            | 13,38    |
| 6     | Cornelia Oschkenat | Deutschland         | 13,55    |

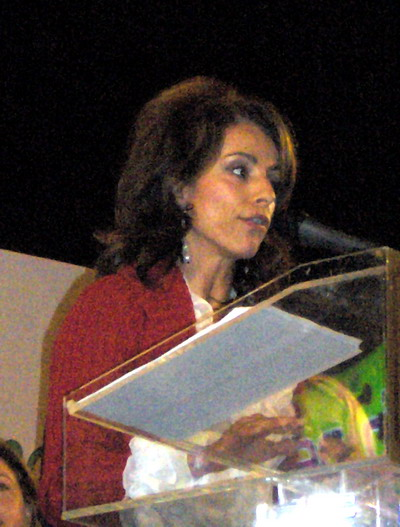
Paraskevi Patoulidou schied als Dritte ihres Vorlaufs aus – 1992 wurde sie Olympiasiegerin
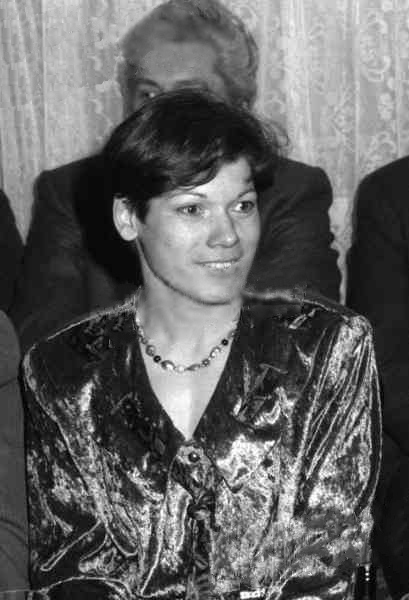
Liliana Năstase, drei Tage zuvor Zweite im Siebenkampf, reichte ihr vierter Rang im zweiten Vorlauf nicht zur Finalteilnahme

### Vorlauf 2

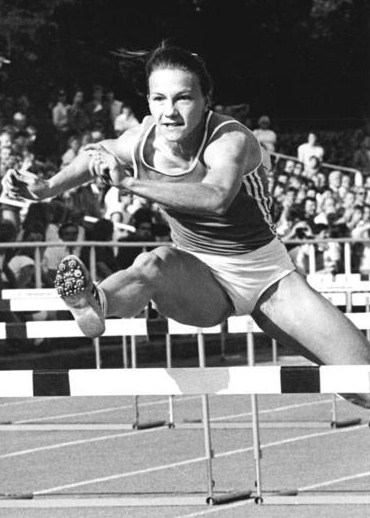
Die Olympiazweite von 1988 und Vizewelt-
meisterin von 1987 Gloria Siebert, frühere Gloria Uibel, scheiterte hier bereits in der Vorrunde

Wind: −1,1 m/s
| Platz | Name                 | Nation       | Zeit (s) |
| ----- | -------------------- | ------------ | -------- |
| 1     | Natalija Hryhorjewa  | Sowjetunion  | 13,02    |
| 2     | Odalys Adams         | Kuba         | 13,30    |
| 3     | Paraskevi Patoulidou | Griechenland | 13,41    |
| 4     | Liliana Năstase      | Rumänien     | 13,41    |
| 5     | Donalda Duprey       | Kanada       | 13,75    |
| 6     | Carmen Bezanilla     | Chile        | 14,01    |
| DNS   | Yasmina Azzizi       | Algerien     |          |

### Vorlauf 3
Wind: +0,9 m/s
| Platz | Name                  | Nation              | Zeit (s) |
| ----- | --------------------- | ------------------- | -------- |
| 1     | Gail Devers           | USA                 | 12,77    |
| 2     | Michelle Freeman      | Jamaika             | 13,10    |
| 3     | Florence Colle        | Frankreich          | 13,12    |
| 4     | María José Mardomingo | Spanien             | 13,22    |
| 5     | Gloria Siebert        | Deutschland         | 13,29    |
| 6     | Luo Bin               | Volksrepublik China | 13,53    |

### Vorlauf 4
Wind: +0,6 m/s
| Platz | Name                 | Nation            | Zeit (s) |
| ----- | -------------------- | ----------------- | -------- |
| 1     | Monique Éwanjé-Épée  | Frankreich        | 12,92    |
| 2     | Aliuska López        | Kuba              | 13,10    |
| 3     | Kay Morley-Brown     | Großbritannien    | 13,24    |
| 4     | Nadeschda Bodrowa    | Sowjetunion       | 13,34    |
| 5     | Brigita Bukovec      | Jugoslawien       | 13,44    |
| 6     | Monica Pellegrinelli | Schweiz           | 13,49    |
| 7     | Wang Shu-Hwa         | Chinesisch Taipeh | 13,81    |

### Vorlauf 5
Wind: +0,5 m/s
| Platz | Name                   | Nation         | Zeit (s) |
| ----- | ---------------------- | -------------- | -------- |
| 1     | Ljudmila Naroschilenko | Sowjetunion    | 12,66    |
| 2     | Julie Baumann          | Schweiz        | 12,86    |
| 3     | Sylvia Dethier         | Belgien        | 13,07    |
| 4     | Kristin Patzwahl       | Deutschland    | 13,08    |
| 5     | Dawn Bowles            | USA            | 13,41    |
| 6     | Michelle Edwards       | Großbritannien | 13,50    |
| 7     | Ayumi Sasaki           | Japan          | 13,85    |

## Halbfinale
29. August 1991, 18:00 Uhr
Aus den beiden Halbfinalläufen qualifizierten sich die jeweils ersten vier Athletinnen – hellblau unterlegt – für das Finale.

### Halbfinallauf 1
Wind: −0,4 m/s
| Platz | Name                | Nation         | Zeit (s) |
| ----- | ------------------- | -------------- | -------- |
| 1     | Natalija Hryhorjewa | Sowjetunion    | 12,66    |
| 2     | Gail Devers         | USA            | 12,71    |
| 3     | Monique Éwanjé-Épée | Frankreich     | 12,88    |
| 4     | Kristin Patzwahl    | Deutschland    | 13,11    |
| 5     | Michelle Freeman    | Jamaika        | 13,17    |
| 6     | Sylvia Dethier      | Belgien        | 13,18    |
| 7     | Kay Morley-Brown    | Großbritannien | 13,24    |
| 8     | Odalys Adams        | Kuba           | 13,26    |

### Halbfinallauf 2
Wind: +0,2 m/s
| Platz | Name                   | Nation              | Zeit (s) |
| ----- | ---------------------- | ------------------- | -------- |
| 1     | Ljudmila Naroschilenko | Sowjetunion         | 12,52    |
| 2     | Aliuska López          | Kuba                | 12,91    |
| 3     | Florence Colle         | Frankreich          | 12,94    |
| 4     | Julie Baumann          | Schweiz             | 12,94    |
| 5     | Anne Piquereau         | Frankreich          | 13,02    |
| 6     | Arnita Myricks         | USA                 | 13,12    |
| 7     | María José Mardomingo  | Spanien             | 13,19    |
| 8     | Zhang Yu               | Volksrepublik China | 13,24    |

## Finale

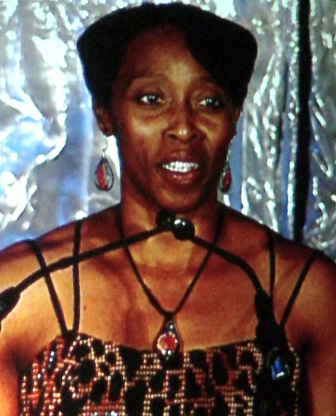
Vizeweltmeisterin Gail Devers (hier im Jahr 2011) – 1987 war sie Siegerin bei den Panamerikanischen Spielen über 100 Meter und mit der 4-mal-100-Meter-Staffel

30. August 1991, 17:50 Uhr
Wind: −1,7 m/s
| Platz | Name                   | Nation      | Zeit (s) |
| ----- | ---------------------- | ----------- | -------- |
| 1     | Ljudmila Naroschilenko | Sowjetunion | 12,59    |
| 2     | Gail Devers            | USA         | 12,63    |
| 3     | Natalija Hryhorjewa    | Sowjetunion | 12,69    |
| 4     | Monique Éwanjé-Épée    | Frankreich  | 12,84    |
| 5     | Julie Baumann          | Schweiz     | 12,88    |
| 6     | Florence Colle         | Frankreich  | 13,01    |
| 7     | Aliuska López          | Kuba        | 13,06    |
| 8     | Kristin Patzwahl       | Deutschland | 13,07    |

## Video
- Women's 100m Hurdles Final World Champs in Tokyo 1991 auf youtube.com, abgerufen am 1. Mai 2020